# Apiaba
Apiaba é um distrito do município brasileiro de Imbituva, no estado do Paraná.